# Jovens Democratas da América
O Young Democrats of America (YDA) (em português: Jovens Democratas da América) é a ala jovem do Partido Democrata dos Estados Unidos . A YDA opera como uma organização separada do Comitê Nacional Democrata.  Os membros do grupo são democratas de 14 a 35 anos, e suas atividades políticas incluem ênfase no aumento da participação eleitoral dos jovens.